# 唐自化
唐自化（1511年—？），字伯咸，號止泉，又號韋室，直隸松江府華亭縣人，竈籍，明朝政治人物。

## 生平
嘉靖二十二年（1543年）癸卯科應天鄉試第十九名舉人，三十二年（1553年）中式癸丑科會試第一百九十六名，三甲第二十七名進士。礼部观政，授将乐县知县，升山东道监察御史，三十六年（1557年）四月与林腾蛟、钟沂、裴天祐催督诸处逋欠工部原派料银，同年十月唐自化从山东催粮还京后，举荐山东按察司佥事周世远、益都县知县张鹏皆循谨称职，然而不久二人被山东巡抚傅颐论劾，吏部左给事中刘贽论劾二人举荐、论劾互异，吏部、都察院核实后以傅颐所言属实，嘉靖帝以唐自化不谙宪体，改大理寺评事，升行人司正，升兵部车驾司郎中。沈愷為他作墓誌銘。

## 家族
曾祖唐墉；祖父唐祚，壽官；父唐㒜（？-1539年），號柳溪，贈兵部車駕司郎中。母劉氏；繼母戴氏、錢氏。弟唐自謙、唐自古、唐自立、唐自守、唐自修。